# Tokata
Tokáta (od italijansko toccata, od toccare, slovensko udarjati) je eden od najstarejših izrazov za glasbena dela namenjena izključno igranju na glasbilih s tipkami.
Najstarejše toccate, namenjene orglam, je izdal skladatelj Claudio Merulo leta 1598.
Toccate zahtevajo od interpretanta zelo veliko znanja in izkušenj ter so bolj veselega in »močnega« vzdušja. Toccate se velikokrat igrajo ob prihodu in odhodu ljudi iz cerkve, preizkušanju novih orgel ter igranju pred občinstvom.